# Kleiner Piz Buin

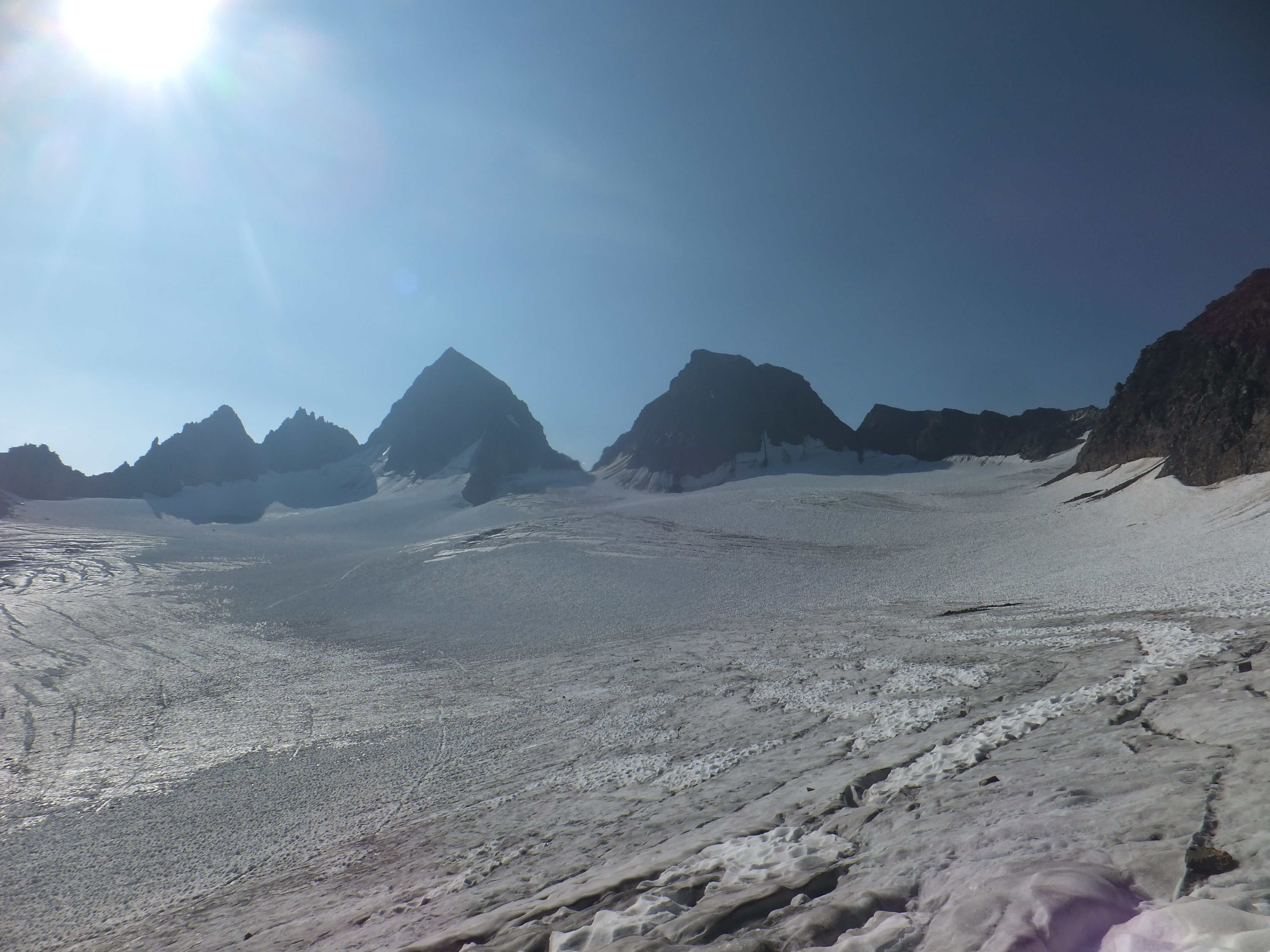
Großer (links) und Kleiner Piz Buin (rechts) vom Ochsentaler Gletscher. Dazwischen die Buinlücke.

Der Kleine Piz Buin (bündnerromanisch Piz Buin Pitschen) ist ein Berg in der Silvrettagruppe auf der Grenze zwischen Österreich und der Schweiz. Mit 3255 m ü. A. ist er nach dem östlicher gelegenen Piz Buin der zweithöchste Gipfel Vorarlbergs.
Der Kleine Piz Buin stellt zudem nach dem Piz Linard, den Fluchthörnern, dem Piz Buin, dem Verstanclahorn und dem Piz Fliana den sechsthöchsten Gipfel der Gebirgsgruppe dar.

## Lage und Umgebung
Der Kleine Piz Buin liegt im Hauptkamm der Silvretta und markiert wie auch der Große Piz Buin die Grenze zwischen dem österreichischen Bundesland Vorarlberg und der Schweiz. Von seinem bekannteren Nachbar ist er durch die Buinlücke (3056 m) getrennt. Nördlich des Kleinen Piz Buin breitet sich der Ochsentaler Gletscher aus, welcher (Stand 2018) bis knapp unterhalb der Buinlücke reicht.
Der Gletscher bildet einen Ursprung der Ill, welche über ihren Abfluss durch das Ochsental den nahen Silvretta-Stausee speist und später zwischen Nofels und Meiningen in den Rhein entwässert. Am Ufer des Stausees verläuft über die 2032 m hohe Bielerhöhe die Silvretta-Hochalpenstraße, welche die beiden österreichischen Bundesländer Vorarlberg und Tirol verbindet. Die dortigen Parkmöglichkeiten und die Busverbindung stellen den Ausgangspunkt für den Zustieg zur Wiesbadener Hütte dar.
Im Westen trennt die Fourcla dal Cunfin den Kleinen Piz Buin vom 3207 m hohen Signalhorn. Über den Pass ist zudem der Übergang vom Ochsentaler Gletscher auf den sich südwestlich des Berges ausbreitenden schweizerischen Gletscher La Cudera möglich, dessen Gletscherzunge ehemals in Richtung des südlich des Kleinen Piz Buin gelegene, ebenfalls schweizerische, Tuoi-Tal abfließt, ein Seitental des Unterengadins bei Guarda.

## Besteigung
Der Kleine Piz Buin wird im Gegensatz zu seinem höheren Nachbar, dem (Großen) Piz Buin eher selten begangen. Er kann sowohl im Sommer als Hochtour als auch im Winter als Skitour begangen werden.
Die Route der Erstbegehung führte von der Silvrettahütte (2341 m) über den Silvrettapass auf den Gipfel. Weitere Stützpunkte stellen die in Vorarlberg gelegene Wiesbadener Hütte (2443 m) über die Buinlücke und den Westgrat im Norden, von Süden aus die Chamonna Tuoi (2250 m) über den Gletscher La Cudera dar.
Der Aufstieg des Kleinen Piz Buin stellt in jedem Fall eine Gletschertour dar und erfordert Kletterei im II. Schwierigkeitsgrad, der jedoch durch die Gletscherschmelze je nach Verhältnissen auch übertroffen werden kann.

## Gefahrenzone Buinlücke – Normalweg Piz Buin
Das Amt für Naturgefahren des Kanton Graubünden und das Institut für Schnee- und Lawinenforschung (SLF) in Davos warnen nach aktuellen Untersuchungen seit Herbst 2022 vor einem großen Felssturz am Kleinen Piz Buin (Piz Buin Pitchen), der unmittelbar auch den Bereich der Buinlücke (Fuorcla Buin) betrifft. Messungen im Jahr 2022 haben ergeben, dass im Rahmen von Steinschlag/Blockschlag innerhalb des Jahres bereits über Zwanzigtausend Kubikmeter Felsmaterial abgegangen sind (auch große Felsblöcke) und dass die Felsmasse anders als in den letzten Jahren nun verstärkt in Bewegung ist, nachdem bereits seit mehreren Jahren verstärkter Steinschlag aufgetreten ist. Die Untersuchungen haben eine Anrisszone kurz unterhalb des Gipfels ergeben, unterhalb derer sich der instabile Bereich befindet. Als Ursache wird in erster Linie schwindender Permafrost vermutet. Es wird bis 2028 mit einem großen Felssturz gerechnet, im wahrscheinlichsten Szenario könnten rund hunderttausend Kubikmeter Felsmasse abstürzen. Dies sollte bei der Tourenplanung berücksichtigt werden, besonders bei ungünstigen Wetterverhältnissen wie z. B. längeren/stärkeren Regenfällen. Eine Skiabfahrt von der Buinlücke Richtung Tuoihütte sollte daher nicht mehr durchgeführt werden, da besonders dieser Bereich bis hinab zur Hütte gefährdet ist, vor allem auch im Winter.

## Namensherkunft und Geschichte
Der Name Piz Buin entlehnt sich dem Rätoromanischen und bedeutet auf Deutsch so viel wie Ochsenspitze. Dieser Name wird im Rätoromanischen ergänzt mit Grond für den Großen Piz Buin und Pitschen für den Kleinen Piz Buin. Wird umgangssprachlich lediglich vom „Piz Buin“ gesprochen, so ist zumeist der Große Piz Buin, oder Piz Buin Grond, damit gemeint.
Die Erstbesteigung des Kleinen Piz Buin fand am 24. August 1868 durch O.W. Stein und Christian Jann, und damit etwa drei Jahre nach der des Großen Piz Buin, statt. Ihr Weg führte von Klosters über die Alp Spörra und Sardasca zur „Clubhütte“, heute die Silvrettahütte, wie O.W. Stein in seinem Bericht beschreibt. Von dort stiegen sie über einen spaltigen Gletscher hin in Richtung Silvrettapass, wo Stein und sein Führer nach der Rast an der Mittagsplatte (Plan da Mezdi) entschieden, aufgrund des guten Wetters den Kleinen Piz Buin zu besteigen. Stein berichtet von einem zerklüfteten Felsgrat. Am Gipfel wurde ein Steinmännchen errichtet, welches in einer Flasche ein Papier mit den Namen der beiden Erstbesteiger enthielt. Den Abstieg wählten sie „in nördlicher Richtung den Grat entlang“.
O.W. Stein gab in seinem Bericht die Höhe des Gipfels mit 3264 m an.